# Buffalo Bill in Tomahawk Territory
Buffalo Bill in Tomahawk Territory  (1952) es un western protagonizado por Clayton Moore y dirigido por Bernard B. Ray.

## Argumento
Ésta es la historia de Buffalo Bill, que es enviado por el gobierno de los EE. UU. para detener las caravanas del jefe indio Nube Blanca, que amenaza con atacar a las poblaciones civiles.

## Elenco
- Clayton Moore como Buffalo Bill.
- Slim Andrews como Cactus.
- Charles Harvey como el teniente George Bryan.
- Helena Dare como la cocinera María.
- Rodd Redwing como Running Deer.
- Shooting Star como guerrero indio.
- Chief Thundercloud como Black Hawk.
- Tom Hubbard como el sargento Bill Stokey y el narrador.
- Chief Yowlachie como el jefe indio Nube Blanca.
- Charlie Hughes como Pinfeathers.
- Sharon Dexter como Janet Walker.
- Edward Phillips como Blake.
- Lee Broome como un cantante.
- Joe Broome como un cantante.
- Ray Broome como un cantante.
- Bill Coontz.
- T. Elbert Hubbard.
- Chris Willow Bird como un indio.
- Tristram Coffin.
- Roy Canada.
- Chick Hannan como un ciudadano.
- Al Haskell.
- Chuck Hayward.
- Whitey Hughes
- Tex Lambert
- Jack Lewis como un indio
- Merrill McCormick como el hombre a caballo
- Chuck Roberson como un agente.